# Antdorf
Antdorf är en kommun och ort i Landkreis Weilheim-Schongau i Regierungsbezirk Oberbayern i förbundslandet Bayern i Tyskland.
Kommunen ingår i kommunalförbundet Habach tillsammans med kommunerna Habach, Obersöchering och Sindelsdorf.